# Jehnice (zámek)
Zámek Jehnice byl panské sídlo nacházející se v Brně v městské části Brno-Jehnice. Zámek byl zbořen v roce 1938.

## Historie
Od středověku se v Jehnicích nacházel svobodný dvůr, který střídal majitele. Obytná budova dvora byla již koncem 18. století rozlehlou patrovou stavbou, označovanou jako zámeček. Ten v roce 1822 tvořil jižní část jehnického dvora a zřejmě byl využíván majiteli jen k reprezentaci, nikoliv k bydlení. V klenutém přízemí se nacházela velká jídelna se třemi okny, kuchyně a další provozní prostory. Vchod do budovy byl z boční strany, zámek byl svými pěti okenními osami orientován na jih do zahrady. Roku 1863 koupil jehnický velkostatek brněnský průmyslník Theodor von Offermann, který v dalších letech provoz statku výrazně rozšířil a zmodernizoval. Přestavěl také zdejší pivovar, který k dvoru patřil, i zámek. K původní budově nechal někdy v 70. nebo 80. letech 19. století (před rokem 1886) přistavět částečně dvoupatrový novorenesanční objekt s průčelím otevřeným severním směrem do nově vytvořeného parku, který v těchto místech nahradil původní stavby dvora. Anglický park vedl k Jehnickému potoku, kde se nalézalo jezírko a mostek přes vodoteč, a pokračoval i za ním. Západně o zámku se nacházela zelinářská a květinová zahrada, jižně od něj pak ovocná zahrada. V prvním patře nové budovy se nacházel velký salon, dámský salon a pánský salon. Celkově měl zámek 22 pokojů.
Offermann a posléze jeho potomci z rodiny Bauerových vlastnili jehnický velkostatek do roku 1937. Bauerovi bydleli na zámku zřejmě do roku 1935. V roce 1937 koupili statek sourozenci Karel Žofka a Božena Rinchenbachová, kteří roku 1938 nechali zchátralou budovu zámku zbořit. Prostor zaniklého zámku a parku se posléze stal součástí provozního areálu sousedního statku. Někdy mezi lety 1976 a 1990 byla na místě zámku vystavěna zemědělská hala. Ta byla v roce 2006 přestavěna na badmintonovou halu, kterou využívá badmintonový oddíl místního klubu TJ Sokol Jehnice.
Dvě kamenné vázy ze zámku zůstaly zachovány a byly v Jehnicích druhotně využity. Jedna z nich se nachází na náměstí 3. května, druhá pak na zdejším hřbitově.